# 화도대전
화도대전(千機變2之 花都大戰, Twins Effect 2)은 중국에서 제작된 양백견 감독의 2004년 액션, 모험, 코미디 영화이다. 견자단 등이 주연으로 출연하였다.

## 출연

### 주연
- 견자단
- 채탁연
- 방조명
- 판빙빙
- 질리안 청
- 진관희
- 양가휘
- 오언조
- 성룡
- 진백림
- 취잉